# アリオ葛西
- セブン&アイ・ホールディングス
  - イトーヨーカ堂 > アリオ > アリオ葛西
  - セブン&アイ・クリエイトリンク > アリオ > アリオ葛西

アリオ葛西（アリオかさい）は、東京都江戸川区東葛西に立地するセブン&アイ・ホールディングス傘下のセブン&アイ・クリエイトリンクが運営する複合商業施設である。

## 概要
1999年（平成11年）7月3日に開業した「イトーヨーカドー葛西店」を改装刷新し、2017年（平成29年）11月17日に第一弾としてフードコートの一部を除き開業した。
フードコートは2018年（平成30年）2月23日に第二弾として開業した。
イトーヨーカ堂が展開するショッピングセンター「アリオ」として全国で18店舗目、東京都内で4店舗目となる。建物は3階建てで、イトーヨーカドー葛西店を核店舗に70の専門店が入居する。
基礎商圏は旧葛西店から5倍の5kmに拡大し、人口は13倍以上の66万人、31万7000世帯を対象とする。
葛西駅から無料送迎バスを運航したが2020年6月に廃止した。
本施設開業以降、イトーヨーカドーの業績悪化も相まって「アリオ」業態の出店は行っていなかったが、2021年10月28日に兵庫県加古川市で多木化学が運営するショッピングセンター・グリーンプラザべふを大規模改装し「アリオ加古川」としてオープンした。

### 注記
1. ↑  2017年9月10日に閉店したアリオ松本を除いているため、当施設は19号店となる。